# River Patrol
River Patrol (リバーパトロール?, Ribā Patorōru) è un videogioco arcade del 1981 sviluppato da Orca Corporation e pubblicato in Giappone da GGI. In Nord America venne distribuito da una compagnia chiamata Thomas Automatics. Ebbe un'unica conversione per la console Atari 2600 ad opera di Tigervision.

## Modalità di gioco
River Patrol è un titolo d'azione in cui il giocatore assume il ruolo di un capitano che guida una barca di pattuglia fluviale attraverso più livelli per salvare le persone cadute nel fiume che stanno annegando.
La barca viene direzionata usando il joystick e si muove da valle a monte premendo il pulsante, il quale rilasciandolo la si riporta lentamente a valle (parte inferiore dello schermo). Questo può essere usato per soccorrere le persone nella parte posteriore del mezzo. Tuttavia, se il giocatore prova a salvare una persona dalla parte anteriore, questa verrà investita e muore.
C'è un buco sul fondo della barca, e gradualmente si allagherà (il tempo fino all'affondamento è visualizzato come un indicatore d'acqua sul lato sinistro dello schermo), e se il limite di tempo viene superato, la barca affonda del tutto. Se il giocatore raggiunge la diga prima che affondi, completa la prima fase e i rimanenti indicatori saranno punti bonus.
Lungo il percorso, degli ostacoli come coccodrilli, vortici, tronchi, massi o TNT ostacoleranno il progresso del giocatore. Collidere con uno solo di essi significa perdere una vita. Una volta che sono esaurite, il gioco finisce.

## Accoglienza
In Giappone, la rivista Game Machine piazzò River Patrol all'undicesimo posto dei videogiochi arcade con il più alto incasso del 1981.